# Vicco von Bülow

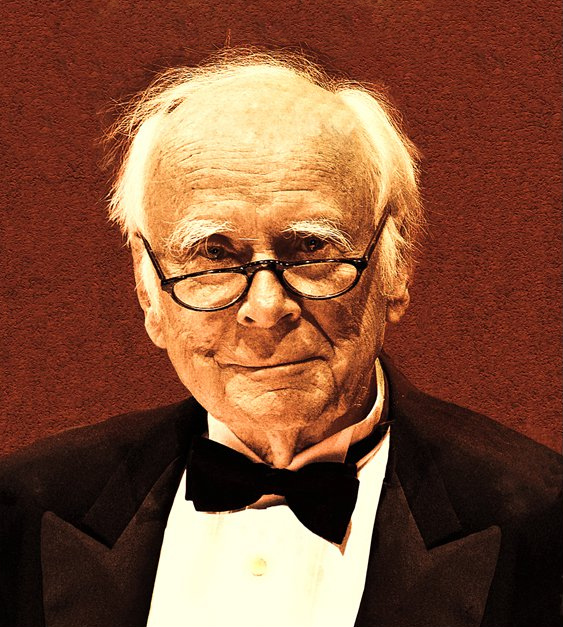
Loriot 2010

Vicco von Bülow, pełne nazwisko: Bernhard Victor Christoph Carl von Bülow (ur. 12 listopada 1923 w Brandenburg an der Havel, zm. 22 sierpnia 2011 w Ammerland w gminie Münsing), znany pod pseudonimem Loriot – niemiecki komik, autor komiksów, pisarz i reżyser. Jego pseudonim pochodził od francuskiej nazwy ptaka herbowego rodu von Bülow – wilgi.

## Życiorys
Pochodził z rodziny arystokratycznej (wśród jego przodków byli słynny dyrygent Hans von Bülow oraz premier Prus Bernhard von Bülow). Z powodu rozwodu rodziców wychowywał się od 1927 wraz z o rok młodszym bratem u babki i prababki w Berlinie. W 1933 powrócili bracia do ojca, który ożenił się powtórnie. Vicco uczęszczał 1934-1938 do gimnazjum, w roku 1938 zamieszkał wraz z ojcem w Stuttgarcie, gdzie kontynuował naukę, zakończoną 1941 maturą wojenną.
Zgodnie z rodzinną tradycją rozpoczął karierę oficerską, przez 3 lata służył w 3. dywizji pancernej na terenie Związku Radzieckiego. Jego brat Albrecht Sigismund von Bülow zginął 21 marca 1945 w miejscowości Gorgast w pobliżu Odry.
Po wojnie pracował przez rok jako drwal. Za radą ojca studiował w latach 1947–1949 malarstwo i grafikę na Akademii Sztuk Pięknych w Hamburgu. W czasie studiów poznał projektantkę mody Rose-Marie Schlumborn. Ich zawarte w roku 1951 małżeństwo przetrwało 60 lat.
Po ukończeniu studiów rozpoczął pracę jako grafik reklamowy. Wtedy stworzył postać ludzika z kartoflanym nosem, który stał się tematem wielu jego rysunków.
Jego prace w tygodniku „Stern” nie spodobały się czytelnikom, wydawca tygodnika Henri Nannen zerwał z nim współpracę po siedmiu tygodniach, Loriot znalazł jednak wydawcę Daniela Keela w Szwajcarii. W jego wydawnictwie „Diogenes Verlag” w Zurychu ukazały się wszystkie dzieła Loriota w łącznym nakładzie 5 milionów egzemplarzy.
Dopiero w roku 1953 powrócił do współpracy z niemieckimi tygodnikami.
W latach 1959 i 1961 wystąpił jako aktor w filmach reżyserii Bernarda Wickiego.
W latach 1967–1972 prowadził w telewizji Süddeutscher Rundfunk program Cartoon. W roku 1971 stworzył postać psa Wum pojawiającą się w filmach rysunkowych. Oprócz tworzenia filmów rysunkowych występował w krótkich formach fabularnych, kreując dzięki pomysłowym charakteryzacjom wiele komicznych postaci. Wystąpił nawet jako treser w cyrku Krone i jako dyrygent (z przypadku) Berlińskich Filharmoników.
Od roku 1976 główne role żeńskie w jego filmach odgrywała aktorka Evelyn Hamann (1942-2007). Zajmował się też reżyserią operową.
W latach 1976 do 1978 pod firmą Radio Bremen ukazała się seria sześciu rozrywkowych programów telewizyjnych prowadzonych przez Loriota, który moderował program siedząc na zielonej kanapie. Programy składały się ze scenek fabularnych i filmów rysunkowych według rysunków Loriota.
Wyreżyserował także dwa filmy: Ödipussi (1988) i Pappa Ante Portas (1991) w których wystąpił wraz z Evelyn Hamann. W pierwszym z nich grał podstarzałego pracownika handlu meblami, maminsynka terroryzowanego przez 80-letnią mamusię, który po wielu perypetiach zakochuje się szczęśliwie w pani psycholog. W drugim grał przedwcześnie emerytowanego dyrektora, który usiłuje zorganizować życie swojej rodziny według zasad, które bez powodzenia realizował w swoim przedsiębiorstwie.
Od początku lat osiemdziesiątych pokazywał się coraz rzadziej w telewizji, za to niemieckie stacje telewizyjne często wznawiały jego wcześniejsze programy. Ostrze jego satyry wyśmiewało styl życia mieszczaństwa zachodnioniemieckiego. Jego dowcipne powiedzonka weszły do stałego obiegu języka niemieckiego.
3 stycznia 2011 poczta niemiecka wydała serię czterech znaczków z dopłatą na cel dobroczynny z rysunkami Loriota.

## YouTube
- Dwaj panowie w wannie
- Miłość w biurze
- Loriot jako dyrygent Filharmoników Berlińskich